# 宝映テレビプロダクション
株式会社宝映テレビプロダクション（ほうえいテレビプロダクション）は、かつて存在した東京都新宿区にある日本のタレント養成所、芸能プロダクション。
前身は「東京宝映テレビ株式会社」。
自社製作で、舞台やウェブドラマなどをプロデュースしていた。
2005年9月期には年収入高約1億4900万円。少子化で養成部門が落ち込み、新型コロナウイルス禍でエキストラ部門の収入が減少。2024年9月期の年収入高は約6100万円にとどまった。
2025年1月17日、事務所が突然閉鎖されたことを、所属タレントや事務所養成所講師が相次いで自身のSNSで報告。事務所入口には、同日付での事業終了と破産手続申立てを行う予定であることを告知する張り紙が掲示された
。同年7月30日、東京地裁より破産開始決定を受けた。

## かつて所属していた俳優（養成所在籍も含む）
| - 安藤一人 - 市山貴章 - 市村直樹 - 稲川淳二 - 榎木孝明 - 夷正信 - 遠藤憲一 - 遠藤雄弥 - 大川雅大 - 大野俊亮 - 小栗旬 - 片山雅彦 - 勝隆一 - 蒲地竜也 - 倉貫匡弘 - コアラ - 酒井一圭 - 佐藤和也 - 佐原健二 - 篠塚勝 - 杉義一 - 杉狂児（創立者） - 須藤公一 - 高野眞二 - 高橋良明 - 高橋晃 - 辻本祐樹 - つるの剛士 - 藤堂新二 - 藤本旺輝 - 杜澤泰文 - 冨浦智嗣 - 橋本巧 - 濱川歩 - 府金重哉 - 松林慎司 - 松平健 - 水口健一 - 三戸部貴彦 - 宮澤佑門 - 八神徳幸 - 若松俊秀 - 渡辺魁士 | - 荒井千歩 - 石黒佑希子 - 大谷奈那実 - 大場久美子 - 小川範子 - 喜多村英梨 - 久野みずき - 黒沢あすか - 東風平千香 - 沢井桂子 - 篠原愛実 - 白島靖代 - 副島美咲 - 高木美保 - 高畠華澄 - 田山真美子 - ちはる - 寺門仁美 - 仲原聖子 - 仁藤優子 - 根本亜季絵 - 橋本晶子 - 濱田万葉 - 藤井千帆 - 比企しのぶ - 日髙のり子 - 平井愛子 - 長谷川待子 - 増岡未央 - 松田樹利亜 - 三原じゅん子 - 宗方奈美 - 山口このみ - 湯浅枝里子 - 横田ひとみ |

上記のタレントの中では一時的に在籍していただけの者もおり、それぞれの公式プロフィールにも宝映テレビプロダクションの社名は記載されていない。